# 링컨 체이피
링컨 대븐포트 체이피(영어: Lincoln Davenport Chafee, 1953년 3월 26일 ~ )는 미국의 정치인이다. 로드아일랜드주의 상원의원, 주지사를 지냈다. 아버지는 존 채피 전 마귝 연방상원의원이고, 어머니는 버지니아 코츠이다.
체이피는 2015년 6월, 조지 메이슨 대학교에서의 강연 중에 차기 대통령 후보 민주당 경선에 참여하겠다고 밝히었다. 그러나 이윽고 10월 23일 출마 포기 선언을 하였다.

## 경력
링컨 체이피는 로드아일랜드주 프로비던스 출신이다. 1999년에서 2007년까지 공화당 소속으로 상원의원을 지냈으나, 2010년 무소속으로 변경하고 로드아일랜드주 주지사에 당선되었다. 그리고 주지사 임기중인 2013년 5월 30일 민주당에 입당했다. 2002년 이라크 전쟁 당시 공화당 의원으로는 유일하게 참전 반대표를 던져 화제를 모았다. 당시 "베트남 전쟁의 비극을 너무 빨리 잊어버린 것 아니냐"는 비판으로 전쟁 참전을 꼬집었다.

## 역대 선거 결과
| 선거명      | 직책명                        | 대수  | 정당   | 득표율 | 득표수    | 결과 | 당락                         |
| ----------- | ----------------------------- | ----- | ------ | ------ | --------- | ---- | ---------------------------- |
| 1992년 선거 | 워릭 시장                     | -대   | 공화당 | 0%     | -표       | 1위  | 워릭 시장 당선               |
| 1994년 선거 | 워릭 시장                     | -대   | 공화당 | 0%     | -표       | 1위  | 워릭 시장 당선               |
| 1998년 선거 | 워릭 시장                     | -대   | 공화당 | 57.56% | 17,808표  | 1위  | 워릭 시장 당선               |
| 2000년 선거 | 상원의원 (로드아일랜드 제1부) | 107대 | 공화당 | 56.88% | 222,588표 | 1위  | 로드아일랜드주 상원의원 당선 |
| 2006년 선거 | 상원의원 (로드아일랜드 제1부) | 110대 | 공화당 | 46.44% | 179,001표 | 2위  | 낙선                         |
| 2010년 선거 | 로드아일랜드 주지사           | 74대  | 무소속 | 36.10% | 123,571표 | 1위  | 로드아일랜드 주지사 당선     |